# Office Genuine Advantage
Office Genuine Advantage (OGA) es un programa de Microsoft similar a Windows Genuine Advantage que requiere que los usuarios de Microsoft Office validen su copia de Microsoft Office para descargar actualizaciones no críticas del programa y otras descargas como complementos, agregados, etc. 
Esto es diferente a la activación del producto, la cual es necesaria para usar el producto; mientras que la validación es necesaria para descargar archivos y actualizaciones de Microsoft Office desde el sitio web de Microsoft. La validación rechaza las claves de producto no válidas, incluyendo las violentadas y las pirateadas. Office Genuine Advantage cubre Office XP, Office 2003, Office 2007 y Office 2010.
A partir del 30 de enero de 2007 los usuarios de Office Update tienen que obligatoriamente validar la legitimidad de su copia de Office con el fin de descargar actualizaciones.
El 15 de abril de 2008 Microsoft liberó Office Genuine Advantage Notifications como actualización crítica (KB949810). El paquete se muestra como necesario para los usuarios con Microsoft Office XP, 2003, o 2007 instalado y no es desinstalable. Sin embargo, las notificaciones se pueden evitar cambiando y/o eliminando los archivos  (OGAAddin.dll, OGACheckControl.dll y OGAEXEC.exe) en el directorio C: \ WINDOWS \ system32. El archivo OGAAddin.dll  se puede dejar, ya que por sí sola no causa las notificaciones.
En diciembre del 2010 Microsoft sin dar anuncio ni explicaciones lo retira de sus descargas.